# بروكوبيو كاردوسو
بروكوبيو كاردوسو (بالبرتغالية: Procópio Cardoso Neto‏) هو لاعب كرة قدم برازيلي في مركز قلب الدفاع، ولد في 21 مارس 1939 في Salinas, Minas Gerais ‏ في البرازيل. شارك مع منتخب البرازيل لكرة القدم. أما مع النوادي، فقد لعب مع أتلتيكو مينيرو ونادي بالميراس ونادي ساو باولو ونادي فلومينينسي ونادي فيتوريا ونادي كروزيرو.

## وصلات خارجية
- بروكوبيو كاردوسو على موقع ناشيونال فوتبول تيمز (الإنجليزية)
- بروكوبيو كاردوسو على موقع عالم كرة القدم.نت (الإنجليزية)